# Tour of Chongming Island World Cup 2015
Cet article concerne l'épreuve de Coupe du monde. Pour la course par étapes, voir Tour de l'île de Chongming 2015.
La 6e édition de la Tour of Chongming Island World Cup (littéralement Coupe du monde du Tour de l'île de Chongming) a lieu le 17 mai 2015. C'est la cinquième épreuve de la Coupe du monde de cyclisme sur route féminine 2015. Elle est remportée par l'Italienne Giorgia Bronzini .

## Équipes
| Équipes féminines professionnelles (10)- Alé Cipollini - Astana-Acca Due O - BePink LaClassica - Bigla - China Chongming-Liv-Champion System - Hitec Products - Lensworld-Zannata - Poitou-Charentes.Futuroscope.86 - Servetto Footon - Wiggle Honda Équipes nationales (8)- Chine - Corée du Sud - France - Hong Kong - Indonésie - Russie - Taïwan - Thaïlande |
| |

## Parcours
Le parcours diffère de celui de l'année précédente. La course s'élance du Shanghai Oriental Sports Center et parcours de larges routes droites. Les virages sont à angle droit. Au départ le parcours suit la Middle Ring Road, puis la Huaxia Elevated Road et la G1501 Shanghai Ring Expressway, avant de passer le tunnel de Chongming long de 10 km pour traverser le Yangzi Jiang. À partir de ce point, la course reprend les routes des années précédentes sur l'île de Chongming. Le parcours est parfaitement plat.

## Favorites
La course est destinée à une sprinteuse. En 2014, Kirsten Wild a remporté à la fois l'épreuve de Coupe du monde et la course par étapes à Chongming et fait donc figure de favorite. La leader de la Coupe du monde, Anna van der Breggen, n'est pas présente.

## Récit de la course
L'équipe China Chongming-Liv-Champion System et la sélection sud-coréenne attaquent en début de course, mais sans succès. Le premier sprint intermédiaire est remporté par Simona Frapporti, le prix de la montagne suivant est gagné par Lauren Kitchen. Le pont menant à l'île de Chongming est balayé par le vent, ce qui réduit la taille du peloton. Hongyu Liang et Anastasia Chulkova sortent ensuite. Leur avance atteint la minute, et Chulkova remporte le deuxième sprint intermédiaire. La formation Hitec mène la poursuite et reprend l'échappée à sept kilomètres de l'arrivée.
Chloe Hosking est prise dans une chute dans le dernier kilomètre. Giorgia Bronzini devient alors poisson pilote pour Annette Edmondson. Elle tente de lancer le sprint aux sept cents mètres, mais est enfermée. Elle est alors dans la roue de Kirsten Wild. Elle remarque ensuite qu'Annette Edmonson a perdu sa roue. Elle tente alors sa chance. Kirsten Wild lance le sprint mais est remontée par Giorgia Bronzini. Fanny Riberot complète le podium.

## Classements

### Classement final
| \| Classement général \| Classement général \| Classement général \| Classement général \| Classement général \| \| Coureuse \| Coureuse \| Pays \| Équipe \| Temps \| \| ------------------ \| ------------------ \| ------------------ \| ------------------------------- \| ------------------ \| \| 1re \| Giorgia Bronzini \| Italie \| Wiggle Honda \| 3 h 09 min 45 s \| \| 2e \| Kirsten Wild \| Pays-Bas \| Hitec Products \| + 0 s \| \| 3e \| Fanny Riberot \| France \| France \| + 0 s \| \| 4e \| Shelley Olds \| États-Unis \| Bigla \| + 0 s \| \| 5e \| Lotta Lepistö \| Finlande \| Bigla \| + 0 s \| \| 6e \| Kim de Baat \| Pays-Bas \| Lensworld-Zannata \| + 0 s \| \| 7e \| Pascale Jeuland \| France \| Poitou-Charentes.Futuroscope.86 \| + 0 s \| \| 8e \| Annalisa Cucinotta \| Italie \| Alé Cipollini \| + 0 s \| \| 9e \| Roxane Fournier \| France \| Poitou-Charentes.Futuroscope.86 \| + 0 s \| \| 10e \| Jutatip Maneephan \| Thaïlande \| Thaïlande \| + 0 s \| |                    |            |                                 |                 |
| |                    |            |                                 |                 |
| Source : Cycling Quotient |                    |            |                                 |                 |
| Classement général |                    |            |                                 |                 |
| Coureuse | Coureuse           | Pays       | Équipe                          | Temps           |
| 1re | Giorgia Bronzini   | Italie     | Wiggle Honda                    | 3 h 09 min 45 s |
| 2e | Kirsten Wild       | Pays-Bas   | Hitec Products                  | + 0 s           |
| 3e | Fanny Riberot      | France     | France                          | + 0 s           |
| 4e | Shelley Olds       | États-Unis | Bigla                           | + 0 s           |
| 5e | Lotta Lepistö      | Finlande   | Bigla                           | + 0 s           |
| 6e | Kim de Baat        | Pays-Bas   | Lensworld-Zannata               | + 0 s           |
| 7e | Pascale Jeuland    | France     | Poitou-Charentes.Futuroscope.86 | + 0 s           |
| 8e | Annalisa Cucinotta | Italie     | Alé Cipollini                   | + 0 s           |
| 9e | Roxane Fournier    | France     | Poitou-Charentes.Futuroscope.86 | + 0 s           |
| 10e | Jutatip Maneephan  | Thaïlande  | Thaïlande                       | + 0 s           |

### Points attribués
| Position           | 1er | 2e  | 3e | 4e | 5e | 6e | 7e | 8e | 9e | 10e | 11e | 12e | 13e | 14e | 15e | 16e | 17e | 18e | 19e | 20e |
| Classement général | 120 | 100 | 85 | 70 | 60 | 50 | 40 | 35 | 30 | 25  | 20  | 18  | 16  | 14  | 12  | 10  | 8   | 6   | 4   | 2   |